# Hans Op de Beeck

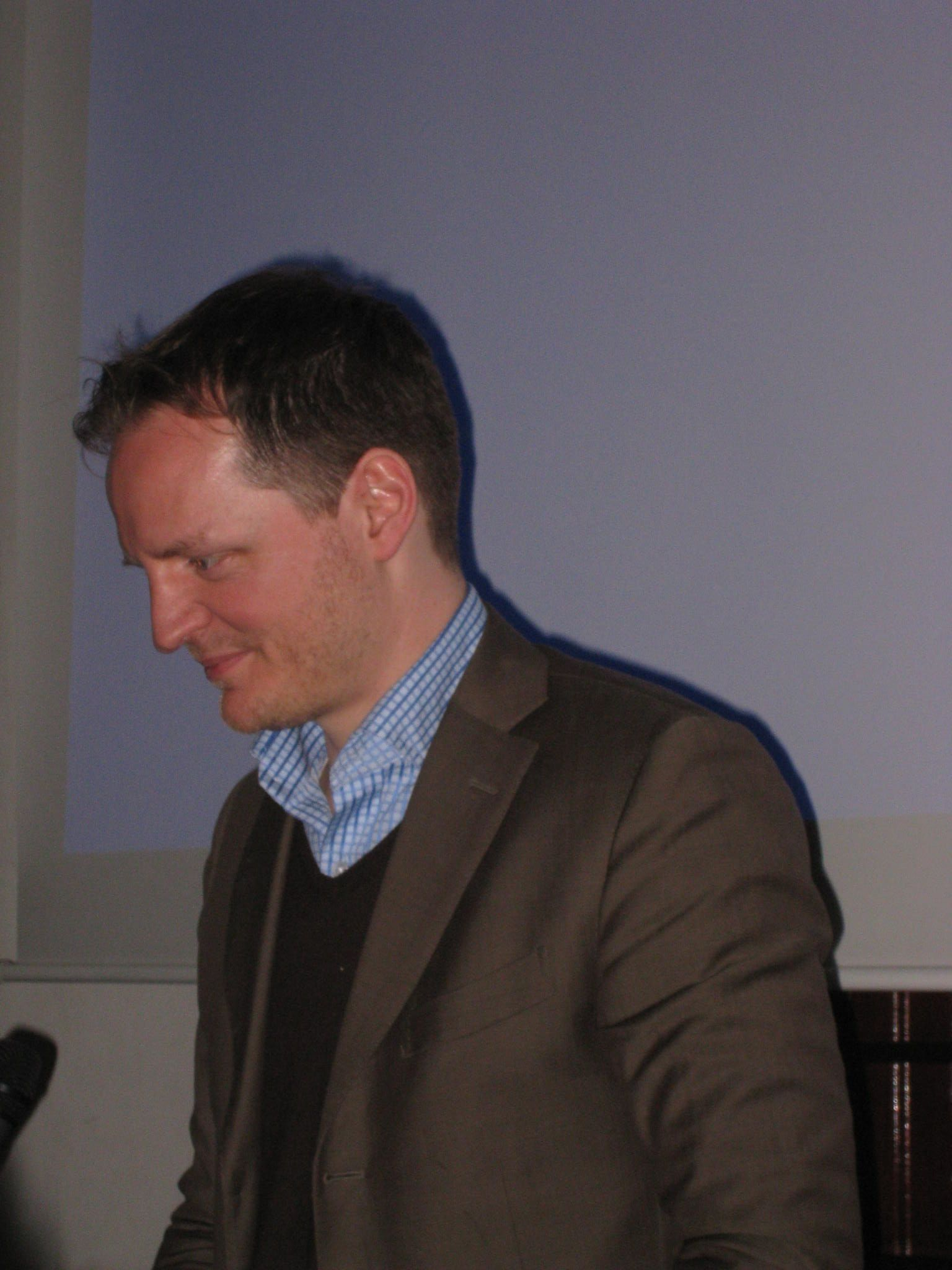
Hans Op de Beeck

Hans Op de Beeck (* 3. Juni 1969 in Turnhout, Belgien) ist ein bildender Künstler. Er lebt und arbeitet in Anderlecht (Brüssel).

„Ich liebe wirklich die alte Malerei und die Idee, der Welt ein Fenster zu bieten. Der Betrachter wird eingeladen, einfach auf etwas zu starren. Ich hoffe, diesen Moment heraufzubeschwören, die eigene Geschichte einfach beiseite zu schieben und alleine mit oder in einem Bild zu sein. Für mich ist das die Weite der Kunst, die ich auch in der alten Malerei entdecke. Einfach eine Landschaft Joachim Patinirs oder eine Interieurmalerei Johannes Vermeers betrachten und alles loslassen. Ich glaube sehr stark an die alte Idee der Katharsis, die tragisch und schwierig, aber in der Qualität des Bildes tröstlich ist.“

## Studium
Hans Op de Beeck studierte Freie Kunst am Institut Saint-Luc in Brüssel. Anschließend absolvierte er ein Aufbaustudium an der HISK (Antwerpen) und der Nationalen Akademie (Amsterdam). In den Jahren 2002–2003 nahm er am „MoMA-P.S.1 Studio Program“ (New York) teil.

## Ansiedlung in der Kunst
Hans Op de Beeck arbeitet disziplinübergreifend und präsentiert zeitgenössische imaginäre, urbane und innere Orte, Situationen und Umgebungen, die dem Betrachter bekannt erscheinen.
Op de Beecks Bildsprache ist ruhig und zurückhaltend und thematisiert die großen Fragen des Lebens. Er stellt abwechselnd ernste und ironische Fragen, die er aber unbeantwortet lässt. Der Künstler sieht seine Arbeit als Weg, die Melancholie und Absurdität der menschlichen Existenz zu verarbeiten.

## Ausstellungen
- 2007: Hans Op de Beeck - Extensions, Galleria continua, San Gimignano, Italien; danach: Centraal Museum Utrecht, Utrecht, Niederlande und Museum Leuven, Löwen, Belgien. Katalog.
- 2014: Hans Op de Beeck - Stille Kulisse und wandernde Komparsen.[1] Sammlung Goetz, München.
- 2017: Hans Op de Beeck. Out of the Ordinary, Kunstmuseum Wolfsburg. Katalog.
- 2017: Hans Op de Beeck. The Silent Castle, Museum Morsbroich, Leverkusen. Katalog.

## Auszeichnungen
- 2009–2010: Zweijährlicher Kulturpreis K.U.Leuven
- 2006: Prijs Eugène Baie I 2003–2005, Antwerpen
- 2002–2003: „Artist in residence“ im MoMA – P.S. 1 Studio Program, New York
- 2001: „Jonge Belgische Schilderkunst“-Gewinner, Brüssel
- 1998–1999: Student der „Rijksakademie van beeldende kunsten“, Amsterdam
- 1996–1997: Student am „Hoger Instituut voor Schone Kunsten“, Antwerpen
- 1992–1996: Master „Schöne Künste“, Institut Saint-Luc, Brüssel

## Monografien (Auswahl)
- „Hans Op de Beeck. Works“, en. 2017.
- „Hans Op de Beeck: The Wilderness Inside – Location (6)“, 2008, ISBN 978-90-813417-0-7.
- „Hans Op de Beeck: Extensions“.  Hatje Cantz, Ostfildern 2007, ISBN 978-3-7757-2096-0, Ausstellungskatalog.
- Nicolas de Oliveira & Nicola Oxley: „Hans Op de Beeck: On Vanishing“, 2007, ISBN 978-90-6153-711-3.